# Klaudia Wick

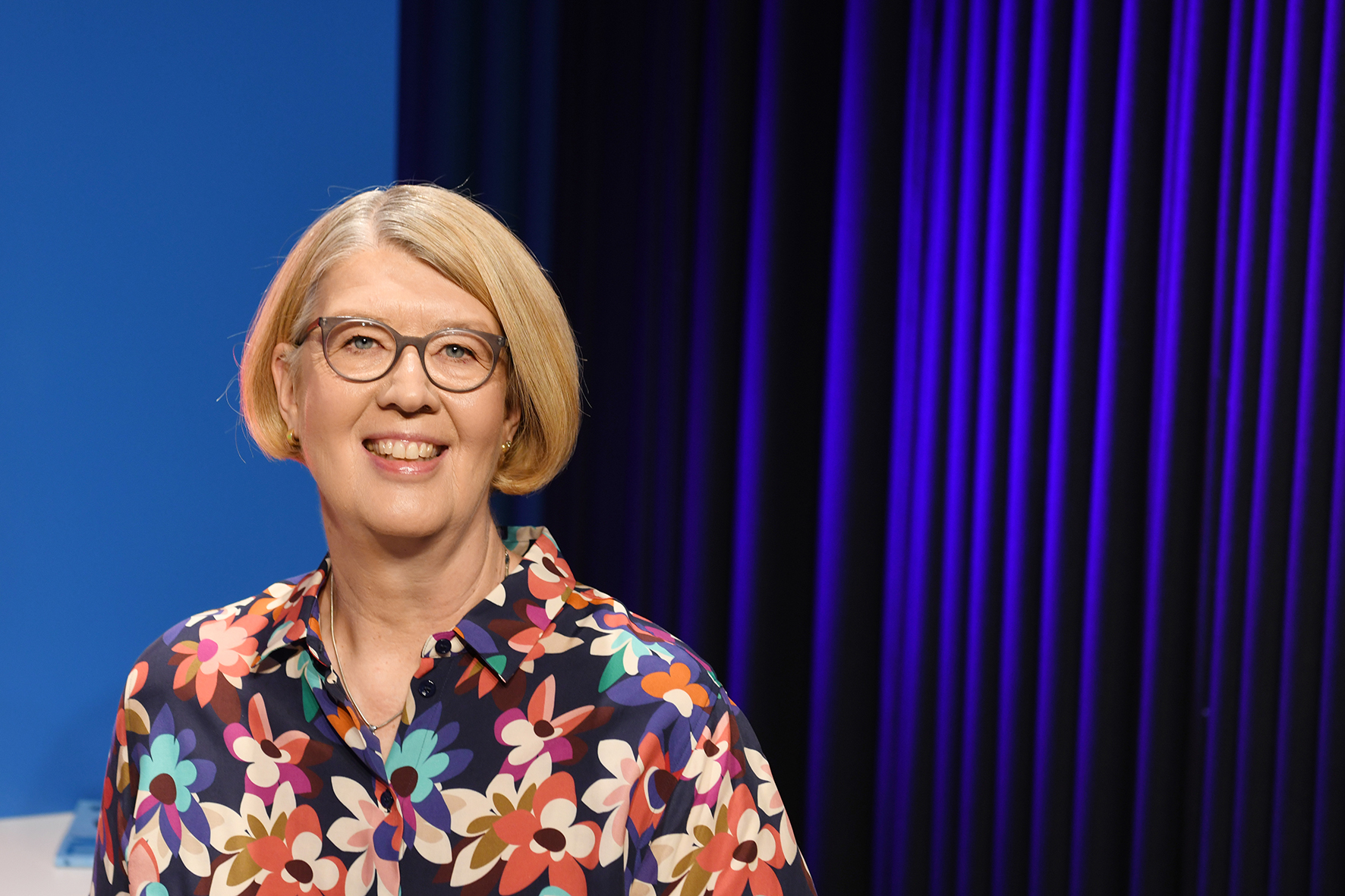
Klaudia Wick (2024)

Klaudia Wick (* 1964 als Klaudia Brunst im Rheinland) ist eine deutsche Journalistin, Sachbuchautorin und Fernsehkritikerin.

## Biographie
Wick studierte Fernsehwissenschaften in Köln und Berlin. Noch unter ihrem Geburtsnamen Klaudia Brunst war sie von 1996 bis 1999 Chefredakteurin der Berliner Tageszeitung (taz). Danach wirkte sie als freie Journalistin mit Schwerpunkt Fernsehen in Berlin. Von 2013 bis 2015 leitete sie das Fernsehfilmfestival Baden-Baden. Seit 2015 leitet sie den Fernsehbereich der Deutschen Kinemathek – Museum für Film und Fernsehen in Berlin. Dort moderiert seit 2021 das Interviewformat „Fernsehsalon“.

## Jurytätigkeiten
Klaudia Wick war von 1999 bis 2014 Mitglied der Jury beim Deutschen Fernsehpreis (Ausnahme: 2003) und war 2005 bis 2007 Jury-Vorsitzende. 2004 berief die EKD sie als kooptiertes Jurymitglied ihres Medienpreises Robert-Geisendörfer-Preis. Von 2007 bis 2009 leitete Wick die Jury des Fernsehfilm-Festivals Baden-Baden. Für den Nachwuchs-Filmpreis First Steps war sie von 2008 bis 2012 in der Dokumentarfilmjury und in der Spielfilmjury. Regelmäßig ist sie Jury-Mitglied des Grimme-Preises.

## Auszeichnungen
- Bert-Donnepp-Preis – Deutscher Preis für Medienpublizistik 1997.[6][7]

## Bücher
- Spätere Heirat ausgeschlossen. Geschichten aus einem gleichgeschlechtlichen Paradies. Quer, 1996, ISBN 978-3-896560032.
- Leben und leben lassen. Die Realität im deutschen Unterhaltungsfernsehen. UVK, 2003, ISBN 3-89669-409-X.
- Je später der Abend. Über Talkshows, Stars und uns. Herder, 2005, ISBN 3-451-05584-8.
- Ein Herz und eine Seele. Wie das Fernsehen Familie spielt. Herder, 2007, ISBN 978-3-451-05751-9.
- Erste Schritte, zweite Filme. Wie in Deutschland Filmnachwuchs gefördert wird. (First Steps 2010)